# Small talk (film)
|  | Denne artikel er oprettet af botten PalnaBot ud fra en ekstern database. Den kan derfor have sproglige fejl eller mangler. Denne skabelon kan fjernes efter kontrol af indholdet. |

 For alternative betydninger, se Smalltalk (flertydig). (Se også artikler, som begynder med Smalltalk)
Small talk er en film instrueret af Henrik Ruben Genz efter manuskript af Henrik Ruben Genz.

## Handling
Rammen er den 33-årige Patrick Smalls togrejse til Paris, hvor han skal møde sin mor. Det bliver til en rejse i erindringen, en fortælling om et dramatisk liv i mange lande, ind og ud af institutioner med og uden familie. Småkriminalitet, stoffer, alkohol, op- og nedture. Small fortæller selv sin historie i et fragmentarisk, nervøst sprog.